# Bona bruk
Bona bruk, är ett före detta bruk i Motala kommun (Västra Ny socken) i Östergötland.

## Historia
Bona bruk var belägget i Västra Ny socken. Direktören Jean Abraham Grill vid Svenska Ostindiska Companiet köpte 1775 Bona, tillsammans med Godegårds bruk och Medevi. Han fick 1782 privilegium att anlägga en hammare, två härdar och en kvarn i mellan Bocksjön och Fränsjön. Den ena av härdarna tog han från Hults bruk och den andra från Godegårds bruk.
Brukspatron Gustaf Grill byggde 1851 ut en hammare, då han fick ett kontrakt med Degerfors bruk. Sista tillverkningen ägde rum 1871.

### Smeder
Lista över smeder vid bruket:
- Karl Renberg (född 1748).[1]
- Jonas Grell (1762–1800).[1]